# إريك زايدل
إريك زايدل (بالألمانية: Erich Seidel)‏ هو سباح ألماني، ولد في 1884.

## روابط خارجية
- إريك زايدل على موقع أوليمبيديا (الإنجليزية)